# Hesbécourt
Hesbécourt (picardisch: Hébécourt) ist eine französische Gemeinde mit 49 Einwohnern (Stand 1. Januar 2022) im Département Somme in der Region Hauts-de-France im Norden von Frankreich. Die Gemeinde gehört zum Kanton Péronne.

## Geographie
Die Gemeinde liegt rund ein Kilometer östlich von Roisel im Süden der Départementsstraße D6.

## Geschichte
Die Gemeinde erhielt als Auszeichnung das Croix de guerre 1914–1918.

## Einwohner
| 1962 | 1968 | 1975 | 1982 | 1990 | 1999 | 2006 | 2010 |
| ---- | ---- | ---- | ---- | ---- | ---- | ---- | ---- |
| 93   | 115  | 85   | 71   | 83   | 65   | 62   | 57   |

## Verwaltung
Bürgermeister (maire) ist seit 2001 Jacques Babilotte.

## Sehenswürdigkeiten
- Kirche
- Mairie